# Eusparassus dufouri
Eusparassus dufouri är en spindelart som beskrevs av Simon 1932. Eusparassus dufouri ingår i släktet Eusparassus och familjen jättekrabbspindlar.

## Underarter
Arten delas in i följande underarter:
- E. d. atlanticus
- E. d. maximus